# The Jean Genie
The Jean Genie är en låt skriven och framförd av David Bowie som utgavs som singel den 24 november 1972 och på albumet Aladdin Sane som gavs ut den 13 april 1973. 
Sången skrevs och spelades in i New York. Låten låg under 13 veckor på topp 10 på den brittiska listan och nådde som högst plats nummer 2 vilket var Bowies dittills  bästa placering där. I USA nådde den plats nummer 71 på Billboard Hot 100. Låtens B-sida på den brittiska versionen var Ziggy Stardust, på amerikanska versionen Hang On To Yourself och på den japanska versionen som gavs ut 1973, John I'm Only Dancing.

## Medverkande
- David Bowie - sång, gitarr
- Mick Ronson - gitarr
- Trevor Bolder - bas
- Mick Woodmansey - trummor